# Educació del Japó

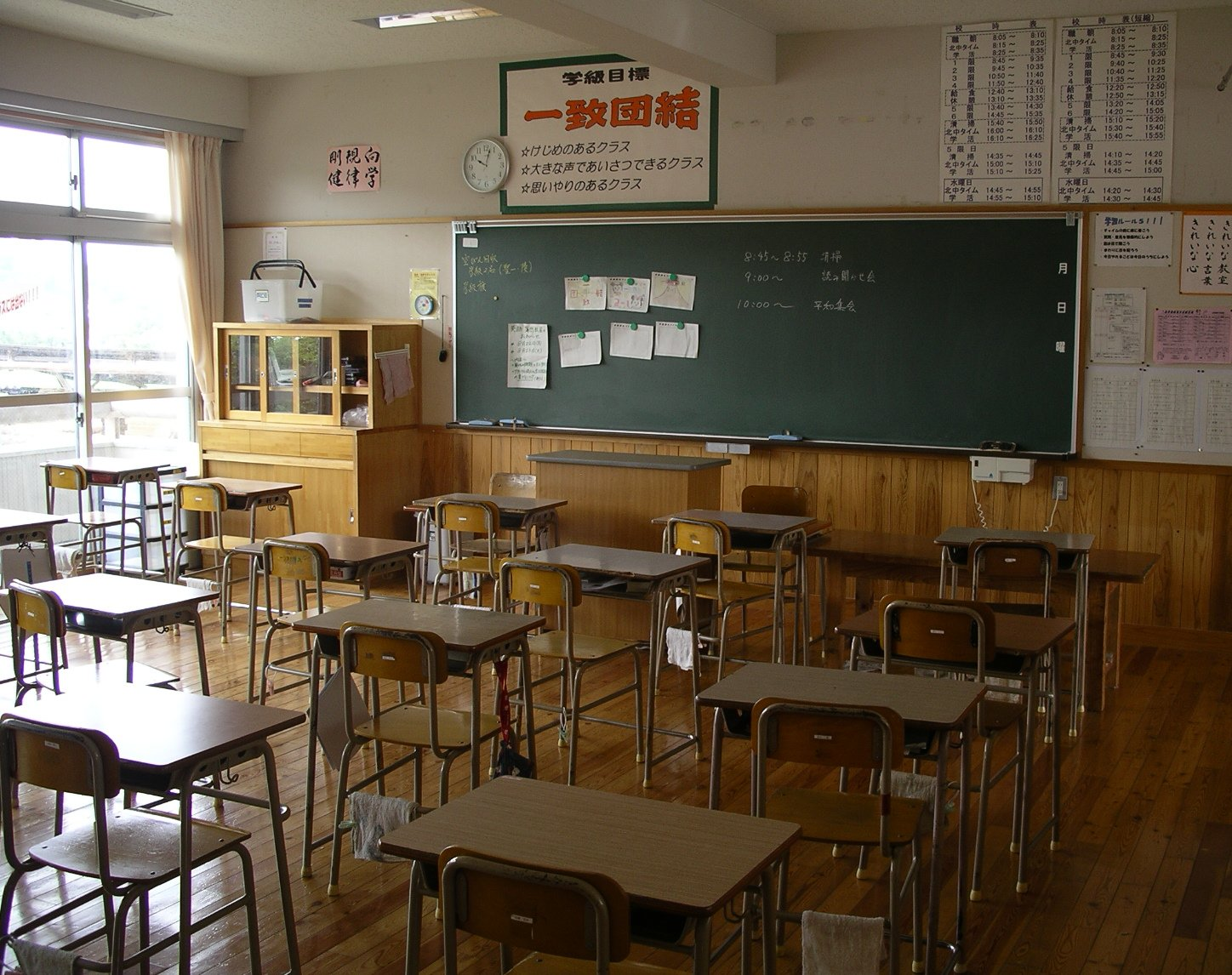
Un típic saló de classes japonès a l'Escola Superior Juvenil Hokubu a la prefectura d'Oita.

L'educació ha estat sempre un assumpte important en tota societat i el Japó no és cap excepció. Hi ha tres formes en les quals un nen és educat al Japó: per assistència a una escola pública per a l'educació obligatòria, per assistència a una escola privada per a l'educació obligatòria o per assistència a una escola privada que no s'adhereix als estàndards establerts pel Ministeri d'Educació, Cultura, Esports, Ciència i Tecnologia (MEXT) o Monbukagakusho (文 部 科学 省).
Tot i que no és obligatòria, el 90% de la població assisteix a l'educació secundària. Més de 2,5 milions d'estudiants continuen estudiant en universitats i escoles terciàries. En el passat, el procés de selecció per a l'educació d'alt nivell era descrit com "infernal" o "bèl·lic". No obstant això, amb la disminució de la natalitat al Japó, la situació s'ha revertit. Actualment els col·legis i universitats han de competir entre si per guanyar estudiants.

## Història

### Inicis
Un dels fets que va sorprendre els europeus que van arribar al Japó a finals del període Edo va ser que els japonesos estaven molt ben educats i que existien cultures populars, les quals en aquell temps es creien reservades per a societats industrialitzades. S'estima que el nivell d'alfabetització es trobava llavors al voltant del 80% per als homes i entre el 60% i 70% per a les dones, amb xifres molt més grans a ciutats com Osaka o Edo, una cosa que moltes nacions modernes encara lluiten per assolir.
Els temples i altars oferien cursos gratuïts de lectura, escriptura i aritmètica per a tota la població. Els samurais assistien a les seves pròpies escoles per aprendre aquestes disciplines i clàssics xinesos. Els mestres ensenyaven generalment sense una paga i eren fortament respectats. Amb aquestes escoles semipúbliques com a base, va ser creat un sistema d'educació pública modern, afegint idees europees sobre educació, el qual ha estat gairebé inalterat fins a l'actualitat.
L'educació per a dones, la qual sovint es lligava amb restriccions religioses, va esdevenir un problema en temps tan remots com el període Heian, més de mil anys enrere. No va ser fins al període Sengoku que finalment es va decidir que les dones havien de ser educades perquè havien de defensar el país quan els seus marits morissin. Això també va ajudar que el budisme i el sintoisme no miressin a les dones amb menyspreu i comencessin a tractar com a iguals. La llegenda de Genji va ser escrit per una dona ben educada del període Heian i més tard moltes altres escriptores van sorgir en tot Japó a través de la seva història.

### Educació durant l'Imperi del Japó

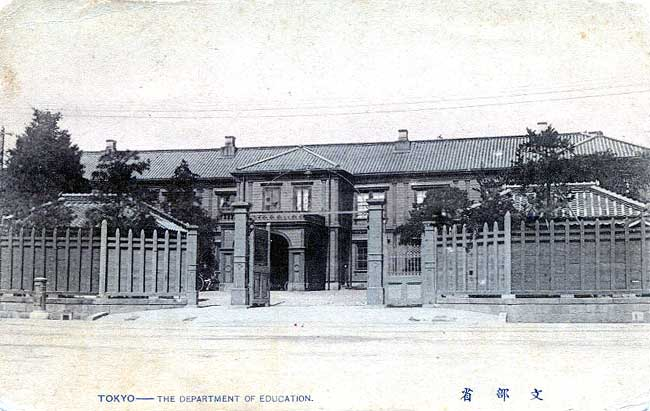
Ministeri d'Educació del Japó (prop del 1890).

El 1871, durant l'era Meiji, es va establir el Ministeri d'Educació basat en els sistemes d'educació occidentals. L'educació va ser un assumpte d'alta prioritat per al govern, quan el lideratge del jove govern Meiji es va adonar de la necessitat d'una educació pública universal a favor d'un Japó modern i occidentalitzat. Missions estrangeres com la Missió Iwakura, van ser una mesura per estudiar els sistemes educatius dels països líders d'occident.
Tot i l'occidentalització del sistema educatiu, el govern mantenia un ferm control perquè es van exalçar els valors tradicionals de cerca de l'aprenentatge i moral en els estudiants. Així mateix, i seguint una política militaritzada i patriota, es pretenia inculcar una lleialtat absoluta cap a l'Emperador.
Aquesta tendència de nacionalisme en l'educació continuar fins a la fi de la Segona Guerra Mundial el 1945, quan el Japó es va rendir incondicionalment a les forces aliades. Va ser llavors que les autoritats d'ocupació dels Estats Units d'Amèrica van abolir el vell sistema educatiu, per establir les bases de l'actual sistema educatiu japonès.

## Estructura actual
L'educació al Japó és una responsabilitat nacional, prefectural i municipal. El Ministeri d'Educació (MEXT) compta amb dotzenes de grups d'estudi que investiguen com s'ha de fer l'educació, proveint assistència als governs de les prefectures, basats en les seves investigacions.
| Edat  | Any                            | Nivell Institucional                                                                   | Nivell Institucional                  | Curs equivalent     |
| ----- | ------------------------------ | -------------------------------------------------------------------------------------- | ------------------------------------- | ------------------- |
| 6-7   | 1r                             | Educació primària (小学校 Shōgakkō)                                                    | Educació primària (小学校 Shōgakkō)   | 1r de primària      |
| 7-8   | 2n                             | Educació primària (小学校 Shōgakkō)                                                    | Educació primària (小学校 Shōgakkō)   | 2n de primària      |
| 8-9   | 3r                             | Educació primària (小学校 Shōgakkō)                                                    | Educació primària (小学校 Shōgakkō)   | 3r de primària      |
| 9-10  | 4t                             | Educació primària (小学校 Shōgakkō)                                                    | Educació primària (小学校 Shōgakkō)   | 4t de primària      |
| 10-11 | 5è                             | Educació primària (小学校 Shōgakkō)                                                    | Educació primària (小学校 Shōgakkō)   | 5è de primària      |
| 11-12 | 6è                             | Educació primària (小学校 Shōgakkō)                                                    | Educació primària (小学校 Shōgakkō)   | 6è de primària      |
| 12-13 | 1r                             | Educació secundària (中学校 chūgakkō)                                                  | Educació secundària (中学校 chūgakkō) | 1r d'ESO            |
| 13-14 | 2n                             | Educació secundària (中学校 chūgakkō)                                                  | Educació secundària (中学校 chūgakkō) | 2n d'ESO            |
| 14-15 | 3r                             | Educació secundària (中学校 chūgakkō)                                                  | Educació secundària (中学校 chūgakkō) | 3r d'ESO            |
| 15-16 | 1r                             | Educació secundària no obligatòria / Batxillerat (高等学校 kōtōgakkō, abbr. 高校 kōkō) | Batxillerat tecnològic (高専 kōsen)   | 4t d'ESO            |
| 16-17 | 2n                             | Educació secundària no obligatòria / Batxillerat (高等学校 kōtōgakkō, abbr. 高校 kōkō) | Batxillerat tecnològic (高専 kōsen)   | 1r de batxillerat   |
| 17-18 | 3r                             | Educació secundària no obligatòria / Batxillerat (高等学校 kōtōgakkō, abbr. 高校 kōkō) | Batxillerat tecnològic (高専 kōsen)   | 2n de batxillerat   |
| 18-19 | Grau (学士課程 gakushi kaitei) | Universitat (大学 daigaku)                                                             | Batxillerat tecnològic (高専 kōsen)   | Universitat (Graus) |
| 19-20 | Grau (学士課程 gakushi kaitei) | Universitat (大学 daigaku)                                                             | Batxillerat tecnològic (高専 kōsen)   | Universitat (Graus) |
| 20-21 | Grau (学士課程 gakushi kaitei) | Universitat (大学 daigaku)                                                             |                                       | Universitat (Graus) |
| 21-22 | Grau (学士課程 gakushi kaitei) | Universitat (大学 daigaku)                                                             |                                       | Universitat (Graus) |